# کیلب یوئان
کیلب یوئان (انگلیسی: Caleb Ewan؛ زادهٔ ۱۱ ژوئیهٔ ۱۹۹۴) دوچرخه‌سوار اهل استرالیا است.
از باشگاه‌هایی که در آن بازی کرده‌است می‌توان به تیم اوریکا–اسکات، و تیم اوریکا–اسکات، اشاره کرد.
وی در مسابقات کشوری و بین‌المللی در مجموع برندهٔ ۲ مدال نقره شده‌است.